# 允禮

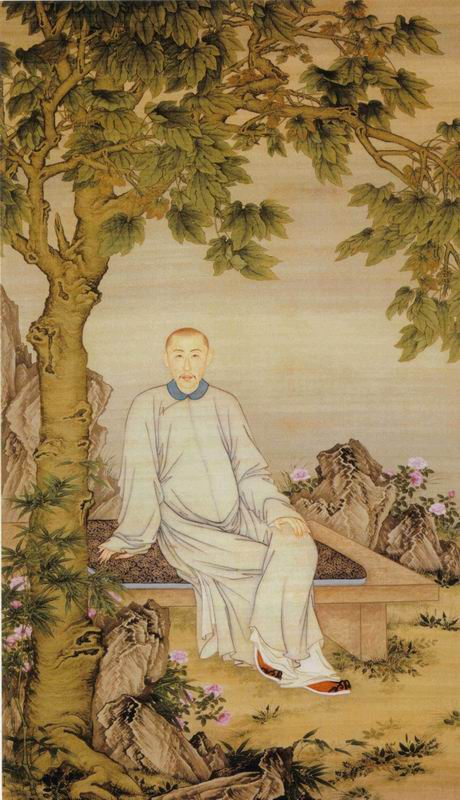
蒋廷锡绘允礼像

允礼（穆麟德轉寫：yūn lii；1697年3月24日—1738年3月21日），愛新覺羅氏，原名胤礼，號春和堂、靜遠齋，法號自得居士，清朝康熙帝的第十七子，满洲正红旗人。允礼善书画丹青，著有《清工部工程做法》、《春和堂集》、《靜遠齋》、《西藏日记》、《奉使纪行诗》等。

## 生平

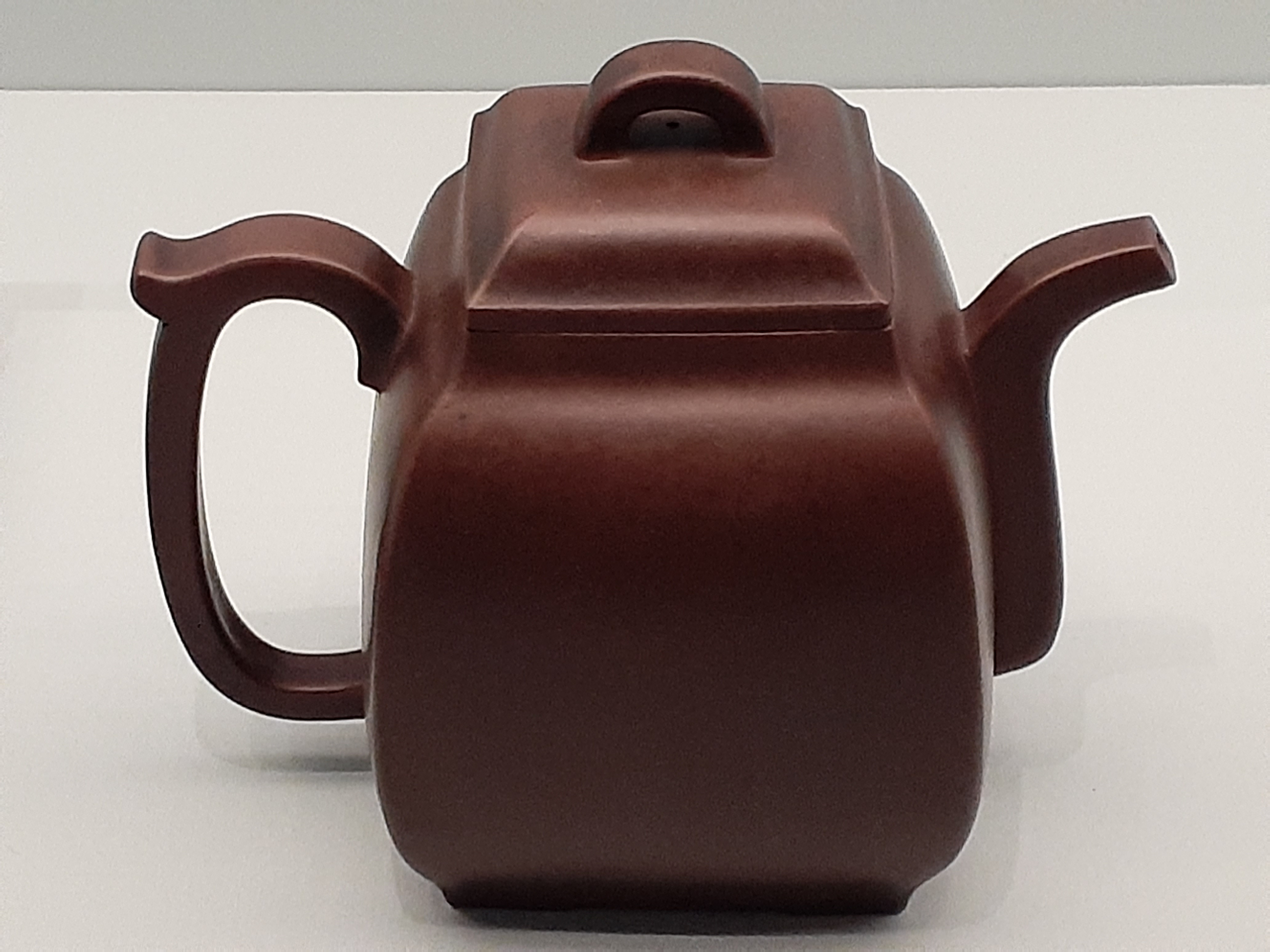
允禮定製的紫砂漢方壺，壺底鈐有「靜遠齋繼長制」方印（香港茶具文物館藏）

康熙三十六年（1697年）三月初二日出生，生母為純裕勤太妃（勤妃）陳佳氏。根據《靜遠齋詩集》所錄入的允禮詩作記載，在康熙五十九年的中元節，曾經撫育過允禮長達十五年的世祖淑惠太妃和仁憲皇太后皆已離世。允禮憶述每逢中元節即奉命祭謁孝東陵，得拜哭淑惠太妃墓前，以得少補昔日未能奉養之恨。他在康熙五十九年的中元節二鼓時聞宿值文華殿東側的傳心殿，身步廊下時聽到東華門盂蘭會梵樂，因睹景生情而不禁泣涕交流。
雍正元年（1723年）被封为多羅果郡王，雍正六年（1728年）晉為和碩果親王，先後掌管理藩院、工部、戶部三庫、户部，与聖祖第十六子莊親王允祿深受宠信。康熙帝生前有諭旨，在他駕崩後，皇子們可將年長的母妃迎回家中居住。雍正十三年九月，果親王允禮奏請迎養其生母純裕勤太妃於邸第。雍正帝委婉拒絕了果親王的請求，但是也准許純裕勤太妃可以在每年臘月春節和節慶生日時，到果親王邸第暫居一段時日。先后主管理藩院、工部、户部事务。雍正十二年（1734年），果親王允礼奉旨出行甘孜泰宁惠远寺。
乾隆帝即位後，被授總理事務大臣。乾隆三年正月二日，乾隆帝軫念和碩果親王允禮疾，命和親王弘晝代往視。乾隆帝諭曰：「和碩果親王體素羸弱，自去秋以來，疾疢纏綿，朕命太醫院用心調治，時將病狀奏聞，已漸次痊可，朕心方為寬慰」。頃，據太醫院奏稱：「日來病勢增重，甚為可憂，朕即欲躬親往視，因孟春時享正值齋戒未便前往」。
乾隆三年（1738年）二月初二日，允礼病死，享年四十二歲，谥号毅，以雍正帝第六子弘曕为嗣。
允礼的园寝位于河北易县清西陵境内的上岳各庄村村北。

## 家庭

### 生母
- 純裕勤太妃（勤妃）陳佳氏。

### 妻妾
- 嫡福晋钮祜禄氏，果毅公阿靈阿之女，遏必隆孫女。
- 侧福晋孟氏，达色之女。

### 子女
- 第一子，雍正十年壬子四月十六日戌时出生，生母侧福晋孟氏，同年十月初八日申时卒。
- 過繼子，多罗果恭郡王弘曕，雍正帝第六子。雍正十一年癸丑三月廿六日生，生母谦妃刘氏，乾隆三十年三月初八日薨，享年三十三歲。
- 第一女，雍正十二年甲寅十二月廿一日辰时出生，生母侧福晋孟氏，雍正十三年乙卯五月廿九日子时卒，年二歲。

## 影視作品
1998年《乾隆大帝》   由 骆应钧 飾演 允禮
2004年《李衛當官2》  由 孙宝光 飾演 果亲王
2011年《宫锁珠帘》   由 杜淳 飾演 愛新覺羅·胤禮
2011年《后宫甄嬛传》 由 李东学 飾演 允禮（果郡王→果亲王）
2013年《乾隆秘史》   由 石占營 飾演 允禮

## 延伸阅读
[在维基数据编辑]
 《清史稿/卷220》，出自趙爾巽《清史稿》
 《清史稿/卷220》
 在维基共享资源阅览影像